# English River, Ontario
English River är ett vattendrag i Kanada.   Det ligger i provinsen Ontario, i den sydöstra delen av landet, 1 500 km väster om huvudstaden Ottawa.
I omgivningarna runt English River växer i huvudsak blandskog. Runt English River är det mycket glesbefolkat, med 5 invånare per kvadratkilometer.